# Смаль-Стоцький Роман Степанович
Смаль-Сто́цький Рома́н Степанович (8 січня 1893, Чернівці, Герцогство Буковина, Австро-Угорська імперія — 27 квітня 1969, Вашингтон, США) — український мовознавець і політичний діяч, дипломат. Надзвичайний Посол і Повноважний Міністр УНР у Берліні (1921—1923). Голова Української селянської партії в екзилі.

## Життєпис

Народився в Чернівцях, син Степана Смаль-Стоцького; дійсний член НТШ (з 1934), довгий час був головою НТШ у США (з 1951), а також президентом Головної Ради НТШ (з 1955); студіював у Відні, Лейпцигу й Мюнхені у В. Вондрака, А. Лескіна, Е. Бернекера. У 1915—1918 рр. — співробітник СВУ (у таборах полонених); 1919 — дипломатичний представник ЗУНР, пізніше радник посольства і посол (1921—1923) УНР у Берліні; з 1923 — проф. УВУ, 1924—1925 неофіційний посол УНР у Лондоні (одночасно як професор-гість читав лекції у високих школах), 1926—1939 у Варшаві. Друкувався у варшавському двомісячнику «Sprawy Narodowościowe».
Професор Варшавського Університету і (1929—1939) секретар Українського Наукового Інституту в Варшаві та редактор його видавництва (понад 40 тт.); чільний діяч уряду УНР в екзилі (серед іншого посол УНР у Варшаві) і Прометейського руху та багаторічний голова клубу «Прометей» (з 1927) у Варшаві; 1936 був головою мовознавчого відділу Конгресу поневолених Москвою народів. 1939—45 у Празі, згодом у Німеччині і (з 1947) у США, де в Мілвокі (Вісконсин) став професором історії й директором Слов. Інституту університету Marquette (видавав Marquette Slavic Studies, 6 випусків); діяч Українського Конгресового Комітету (з 1951 член його Політради), інформатор американського світу про проблеми українського життя і російський комуністичний імперіалізм (зокрема в праці «The Nationality Problem of the Soviet Union and Russian Communist Imperialism», 1952).
Праці зі словотвору: «Нарис словотвору українських прикметників» (1925), «Значення українських прикметників» (1926), «Примітивний словотвір» (1929). В дусі психологічного напряму Марті; з лексикології й етимології, зокрема про румунські й угорсько-карпатські запозичення: «Beiträge zur ukrainischen Wortforschung» в «Archiv f. slav. Philologie», (35, 1914); «Die ukrainische Sprache im Etymologischen Wörterbuch E. Bernekers», «Slavia» (5, 1926), а пізніше про німецькі запозичення: «Die germanisch-deutschen Kultureinflüße im Spiegel der ukrainischen Sprache» 1942); коротший варіант: «Slavs and Teutons. The Oldest Germanic-Slavic Relations» (1950).
Роман Смаль-Стоцький досліджував також питання української народної етимології, табуїзмів польського партизанського сленгу та російської мовної політики в УРСР («Українська мова в Совєтській Україні». 1936, друге вид. — 1969). У 1926—29 у співпраці з І. Огієнком видавав у Варшаві «Студії до української граматики» (6 випусків). Бібліографія праць Смаль-Стоцького у збірнику НТШ на його пошану (ЗНТШ, 177, 1963).
Професор Роман Смаль-Стоцький зредагував перше видання двотомника «Нарис історії України» українського історика XX століття Дмитра Дорошенка, яке вийшло в УНІ у Варшаві 1932 (Том I) і 1933 (Том II) року.

## Твори
- Значіння українських прикметників. — Варшава : Накладня Лєона Ідзіковського, 1926. — 85 с.
- Мазепа: Збірник / Ред. Роман Смаль-Стоцький. — Варшава : Український Науковий Інститут, 1938. — Т. 1. — 164 с.
- Мазепа: Збірник / Ред. Роман Смаль-Стоцький. — Варшава : Український Науковий Інститут, 1938. — Т. 2. — 119 с.
- Roman Smal-Stocki. Slavs and Teutons: The Oldest Germanic-Slavic Relations. — Milwaukee : The Bruce Publishing Company, 1950. — 108 p.
- Смаль-Стоцький Р. Українська мова в совєтській Україні. Друге поширене видання. НТШ в ЗДА, Ню Иорк — Торонто — Сидней — Париж, 1969, 318 с. = Наукове Товариство ім. Шевченка. Бібліотека українознавства ч. 28. Djvu, тексовий шар, навігація. На сайті diasporiana.org.ua
- Смаль-Стоцький Р. Правдиве значення совєтського терміну «Україна». Нью-Йорк-Вашингтон, 1968, 48 с. На сайті diasporiana.org.ua
- Смаль-Стоцький Р. Нарис словотвору прикметників української мови / др. Роман Смаль Стоцький. — Прага: Накладом Укр. Ун-ту в Празі, 19–?. — 85 с.